# Катран сейшельський
Катран сейшельський (Squalus lalannei) — акула з роду Катран родини Катранових. Вважається недостатньо вивченим видом акул.

## Опис
Загальна довжина може сягати 78,8 см. Голова середнього розміру. Морда помірно витягнута й загострена. Очі великі, овальної форми з горизонтальною орієнтацією. Носові клапани нерозділені, складаються з однієї долі. Рот невеликий. Зуби однакового розміру та форми. 5 пар зябрових щілин. Тулуб витягнутий, обтічний. Осьовий скелет налічує 67-69 хребців. Грудні плавці великі, широкі, з округлими кінчиками. Має 2 низькі спинні плавці з шипами. Перший плавець є більшим за задній і розташований трохи позаду грудних, задній — близько до хвостового. Черево велике. Хвіст короткий. Хвостовий плавець гетероцеркальний, верхня лопать значно більш розвинена за нижню. Анальний плавець відсутній.
Забарвлення спини та боків сіре. Черево має світліший відтінок. Кінчики спинних плавців чорнуваті.

## Спосіб життя
Це глибоководна акула, проте конкретний діапазон глибин, які вона населяє, невідомий. Полює зазвичай біля дна. Живиться глибоководними молюсками, ракоподібними та дрібними донними костистими рибами.
Яйцеживородна акула.

## Розповсюдження
Мешкає в акваторії о. Альфонс (Сейшельські острови). Звідси й походить назва цієї акули.